# 尚波贝尔之战
尚波貝爾之戰（法語：Bataille de Champaubert）是拿破崙戰爭第六次反法同盟戰爭期間於尚波貝爾爆發的戰鬥，由拿破崙一世指揮的法國大軍團進攻扎哈爾·奥爾蘇菲耶夫指揮的俄軍第九軍。
1814年初，法蘭西帝國陸軍在拿破崙一世的指揮下奮力抵禦聯軍對法國東部的入侵。2月2日，入侵法國的反法同盟聯軍決定將兩個主力軍團分開作戰，布呂歇爾將向西北進軍直攻巴黎，施瓦岑貝格則沿著塞納河谷向巴黎推進。布呂歇爾率軍北上，下令薩肯將軍的前衛部隊追擊撤退中的麥克唐納第十一軍，而他本人則在韋爾蒂等待與克萊斯特將軍的會合。此時布呂歇爾的軍團已經分成三個行軍梯隊：薩肯的第一梯隊推進至蒙米拉伊；奧爾蘇菲耶夫的第二梯隊推進至尚波貝爾；其親自指揮的第三梯隊則仍在後頭。2月10日上午10點，拿破崙向尚波貝爾進攻，奧爾蘇菲耶夫的部隊受到毀滅性打擊，其本人也落入法軍手中。

## 序幕

### 盟军追击
1814年2月1日，普鲁士陆军元帅布吕歇尔率領「西里西亚軍團」與奥地利陆军元帅施瓦岑贝格親王的「波希米亞軍團」共10萬人在拉羅蒂耶爾戰役中擊敗拿破仑一世率領的4.5萬人。这一挫折严重动摇了法军的士气。双方在战场上的损失都为约6,000人，但盟军缴获了50-60门火炮。盟军为他们的胜利感到高兴，尽管如果他们所有的预备队都投入战斗的话战果可能会更多。在这个时候，盟军将军做出了令人怀疑的分兵决定。布吕歇尔的军队将从马恩河畔沙隆向莫城推进，而施瓦岑贝格的军队则在从特鲁瓦向巴黎的更南边的路线上作战。
2月3日，拿破仑的军队在前一天与盟军完全断绝联系后抵达特鲁瓦。2月4日，施瓦岑贝格写信给他的同事布吕歇尔说，他正在向南移动，以进攻拿破仑的右翼。第二天，俄罗斯将军米哈伊尔·巴克莱-德托利在没有通知布吕歇尔的情况下命令亚历山大·尼基蒂奇·塞斯拉文的侦察部队从施瓦岑贝格的右翼转向左翼。由于普鲁士陆军元帅没有与塞斯拉文的部队联络，他没有意识到没有人在他的左翼监视法国部队。同样在2月5日，拿破仑决定放弃特鲁瓦并退回到塞纳河畔诺让。他计划在进攻布吕歇尔时用他的一部分军队遏制施瓦岑贝格的攻势。

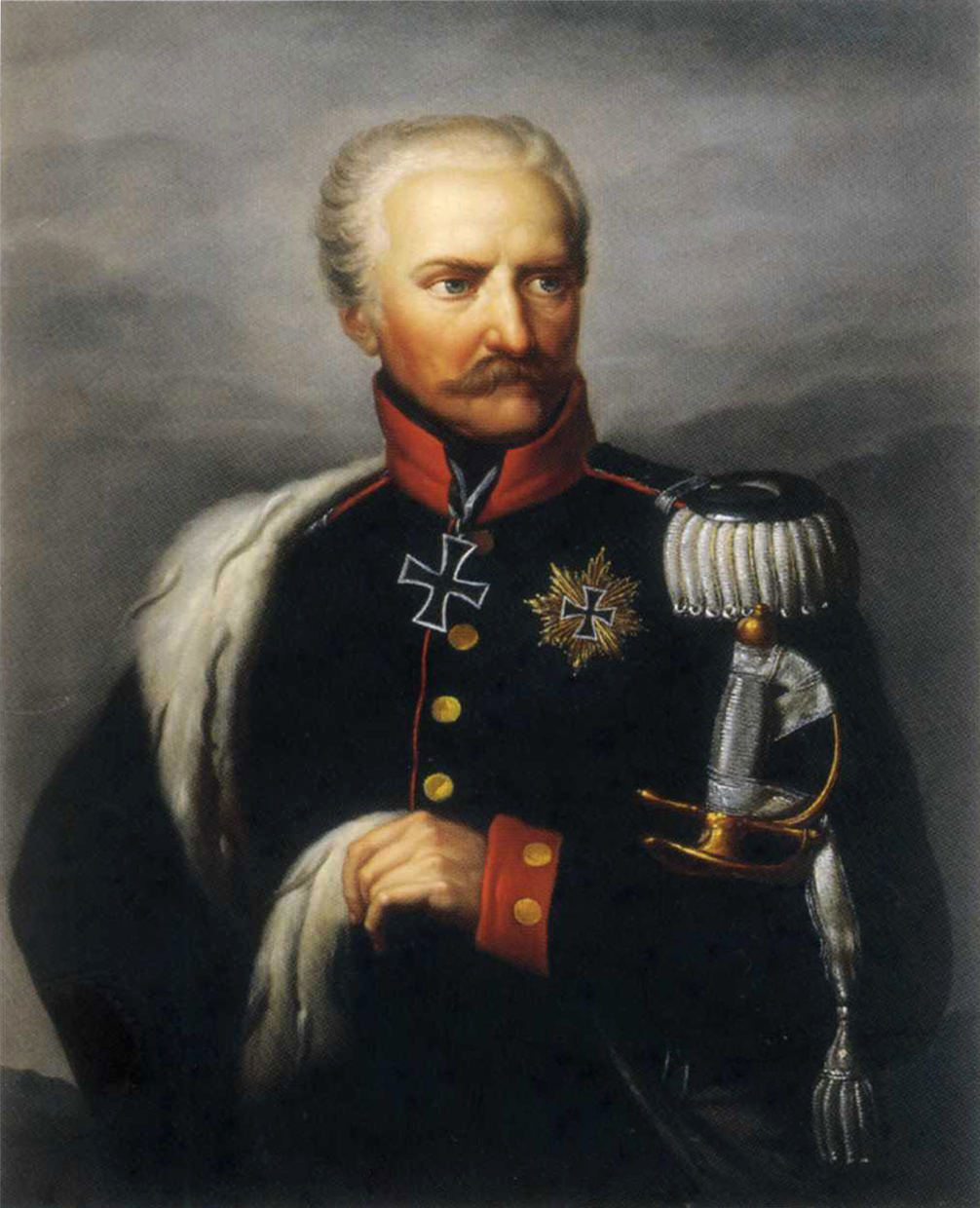
格布哈德·冯·布吕歇尔

2月7日，施瓦岑贝格在准备对特鲁瓦进行大规模进攻后，发现这里没有法国军队。他决定让他的部队休息两天。与此同时，拿破仑将他的骑兵重组为四个骑兵军。拿破仑从西班牙前线调来的两个师创建了一个新的第七军，并任命尼古拉·乌迪诺元帅为军长。
此前于1月底，由艾蒂安·麦克唐纳元帅率领10,000至11,000人的部隊开始从北方逼近。在认为施瓦岑贝格的进攻将使拿破仑的注意力从他的西里西亚軍團中离开后，布吕歇尔专注于摧毁麦克唐纳的军。在二月的第一周，普鲁士陆军元帅命令路德维希·约克的军沿着马恩河谷的主要公路追击麦克唐纳。为了困住法軍，布吕歇尔派法比安·馮·德·奧斯騰-薩肯的军沿着更直接的道路穿过蒙米拉伊和拉费尔泰苏茹阿尔。为了同时完成两个战略目标，普鲁士陆军指挥官选择后撤，让新抵达的彼得·米哈伊洛维奇·卡普采維奇和弗里德里希·馮·克萊斯特军与他会合。布吕歇尔利用扎哈爾·德米特里耶維奇·奥爾蘇菲耶夫的第九軍将他的军队的两个部分联系起来。
2月8日，萨肯的骑兵抵达维尔斯迈松，而他的步兵则在东部的蒙米赖尔。奥尔苏菲耶夫的第九軍在更东边的埃托赫斯，而布吕歇尔在更远的地方。那天晚上，当他的哥萨克人被赶出塞尚时，萨肯没有费心向布吕歇尔报告这件事。事实上，这是奧古斯特·德·馬爾蒙指揮的先鋒軍。

### 法军进攻

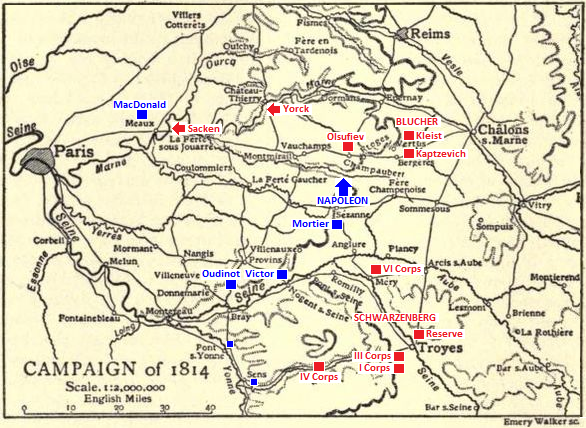
拿破仑于1814年2月10日袭击了奥尔苏菲耶夫被孤立的军

拿破仑留下了39,000名士兵来对抗施瓦岑贝格的波希米亚军團。这些法军属于乌迪诺的第七军、克劳德·佩兰的第二军、艾蒂安·莫里斯·热拉尔的巴黎预备队、亨利·罗滕堡的新锐近卫步兵师、米约的第五骑兵军和其他更小的单位。拿破仑的突击部队约有20,000名步兵和10,000名骑兵。这支军队由米歇尔·内伊元帅的两个新锐近卫步兵师、马尔蒙的第六军、帝国卫队骑兵的一部分、第一骑兵军和德法兰斯的骑兵师组成。在诺让的后方是莫蒂埃元帅，他有两个老近卫步兵师。
2月9日，麦克唐纳的部队渡过马恩河，抵达萨肯部队的前方。马尔蒙的骑兵前卫出现在小莫林河上的塔吕圣普里。由于法军骑兵很快就撤退了，布吕歇尔的参谋长格奈森瑙认为他的士兵没有危险。当施瓦岑贝格要求普鲁士军队支持他在彼得·维特根施泰因领导下的右翼军时，布吕歇尔命令卡普采维奇和克莱斯特次日向西南进军塞尚。奥尔苏菲耶夫奉命从尚波貝爾向南进军。那天晚上，布吕歇尔终于收到了拿破仑在塞尚的消息。尽管如此，格奈森瑙还是授权萨肯继续向西追击麦克唐纳。
此时，拿破仑的士兵在雨后的泥泞道路上蹒跚前行。当补给车没有出现时，这些人不得不忍受饥饿的痛苦。只有当大量农村居民帮助将火炮拖过泥泞时，才拯救了陷入困境的火炮。起初，法国人已经屈服于盟军的入侵，但在遭受俄罗斯人和普鲁士人的折磨之后，人们开始帮助拿破仑的军队。2月10日，当布吕歇尔伴随着卡普采维奇和克莱斯特纵队向塞尚进发时，炮声开始不祥地在尚波貝爾附近向右传来。

## 战斗

### 行动

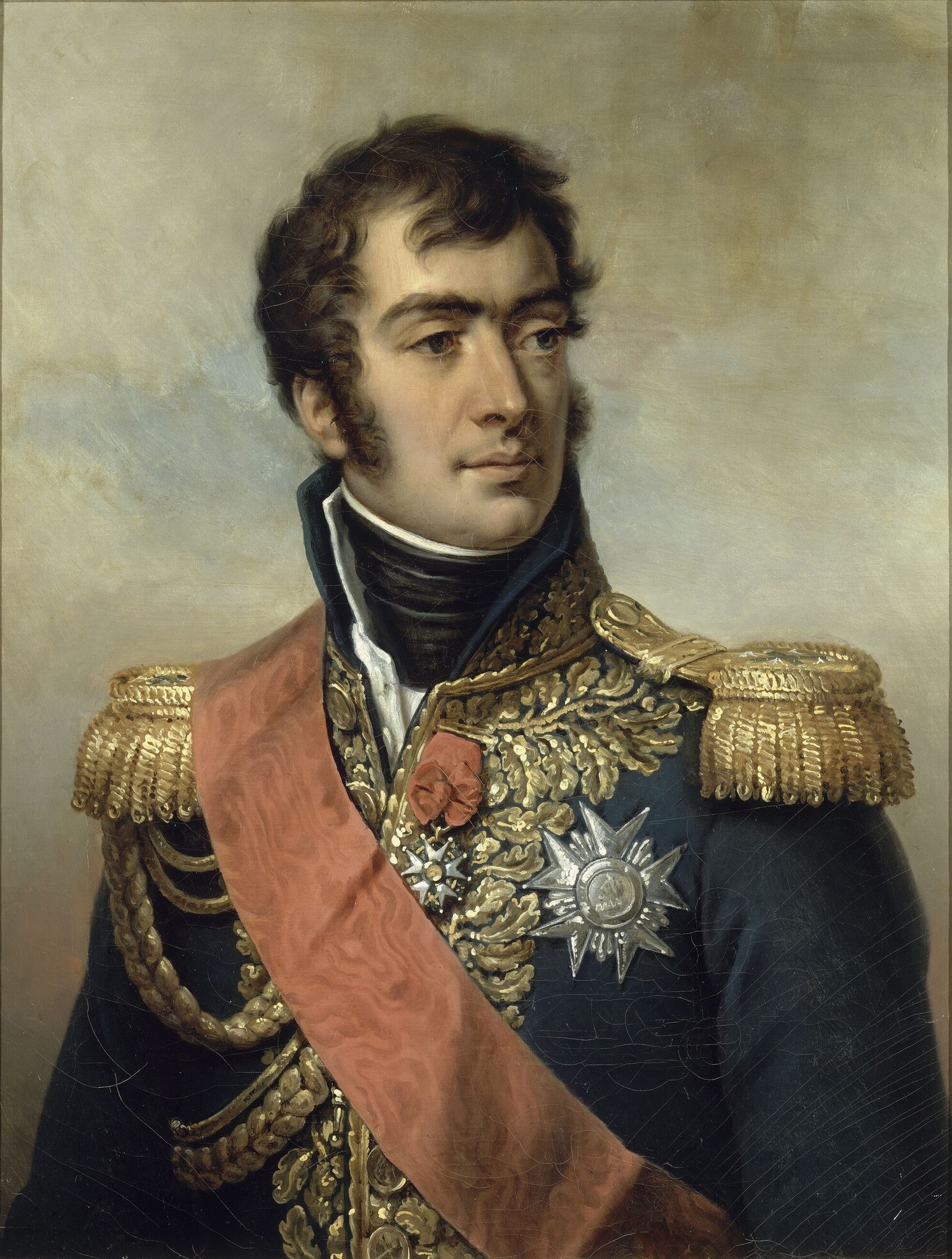
奥古斯特·德·马尔蒙

2月10日，拿破仑向布吕歇尔过度分散的军队发起进攻，希望能将其粉碎。他在尚波伯特以南的巴耶村附近抓住了奥尔苏菲耶夫5,000名俄罗斯人的第九军。这场战斗是战争期间法国能够以巨大的人数优势占据战场的少数几次之一，在这种情况下是六比一。由于那天计划向南行军到塞尚，奥尔苏菲耶夫完好无损地离开了小莫林河上的圣普里克斯桥。而且他没有留下部队看守这条河，以至于拿破仑的骑兵一大早就占领了这座桥。马尔蒙麾下的两个师领导着法国纵队。按照拿破仑的指示，100名近卫龙骑兵骑马前行进入巴奈，在那里他们突袭并俘虏了一群俄罗斯士兵。

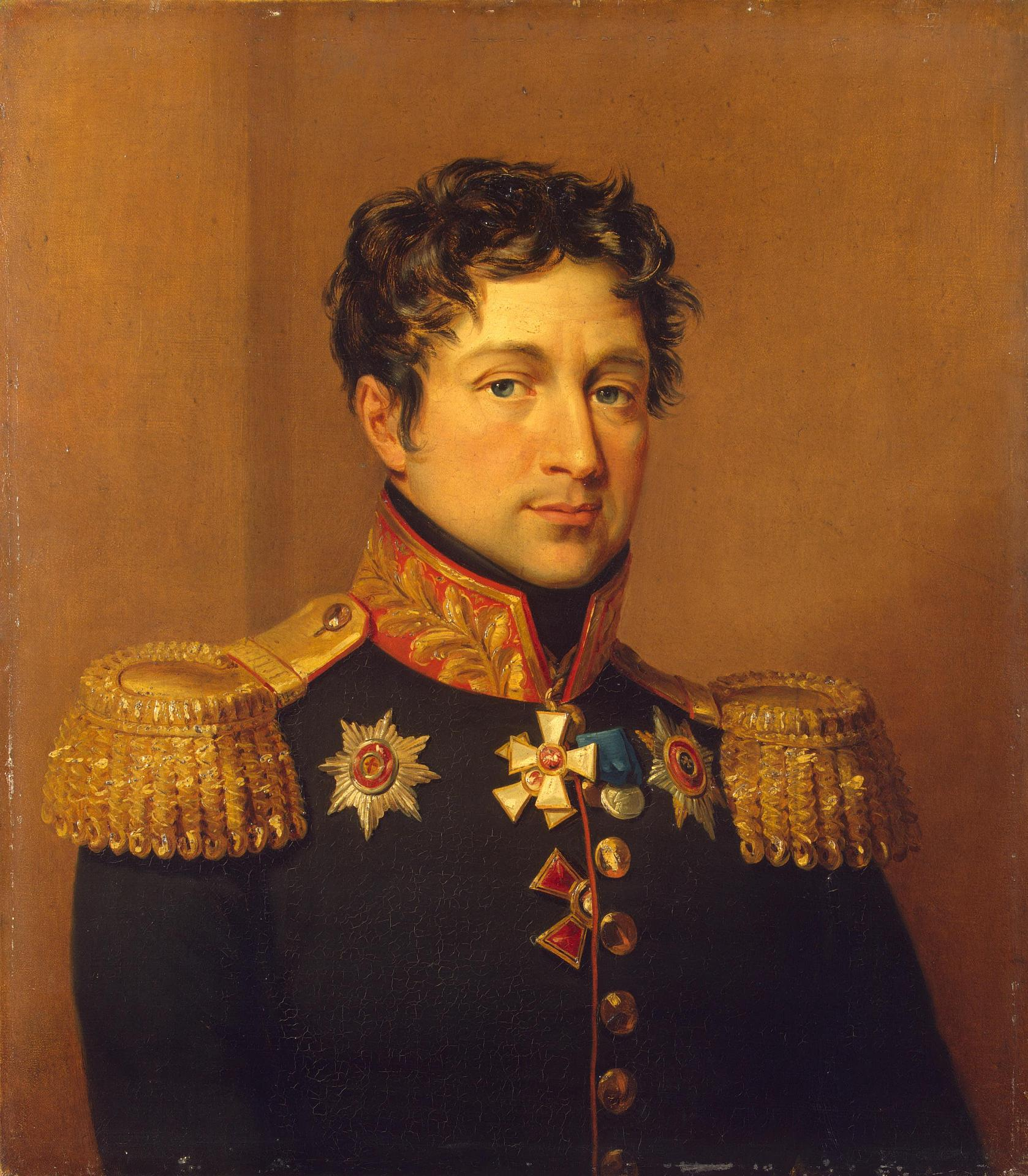
扎哈尔·奥尔苏菲耶夫

奥尔苏菲耶夫的侦察队在上午10时被法军击溃，尽管法军人数众多，但俄罗斯人还是决定与其战斗而不是直接撤退。奥尔苏菲耶夫的决定部分是基于错误地认为他可以及时得到布吕歇尔的增援。当时最正确的决定是向东撤退到埃托日，但奥尔苏菲耶夫此前因在1月29日布列讷战役中失去城堡而受到批评。他还因在拉罗蒂耶尔对他的部队处理不当而受到指责，萨克肯甚至希望将奥尔苏菲耶夫送上军事法庭。在这种情况下，奥尔苏菲耶夫选择与法军交战以洗清自己的名声。然而，他确实有派信使到普鲁士军队指挥官那里，告诉他的上级正在发生的事情。在事件中，布吕歇尔不理会奥尔苏菲耶夫的信使，坚称拿破仑不在现场，他认为袭击者为不超过2,000名法国游击队员。
在第2轻步兵团和一个陆战营的带领下，法军开始了进攻。奥尔苏菲耶夫派两个猎兵营将法国散兵部队赶出巴耶。随着法军压力的增加，俄军派出越来越多的部队加入战斗。上午11时左右，俄军的部队被压回巴耶和附近的树林。奥尔苏菲耶夫随后派出一个旅和六门火炮守住右翼，而他的大部分部队则部署在巴耶和班奈之间。随着越来越多的士兵通过桥到达战场，法军使用了12门火炮开始轰炸，并开始袭击班奈。下午1时，奥尔苏菲耶夫仍然坚守着他的前锋阵地。在那一刻，俄罗斯指挥官召开了一次战争委员会，他的将军们投票决定撤退到埃托日。但奥尔苏菲耶夫拒绝了，说他有具体的命令必须控制尚波伯特。

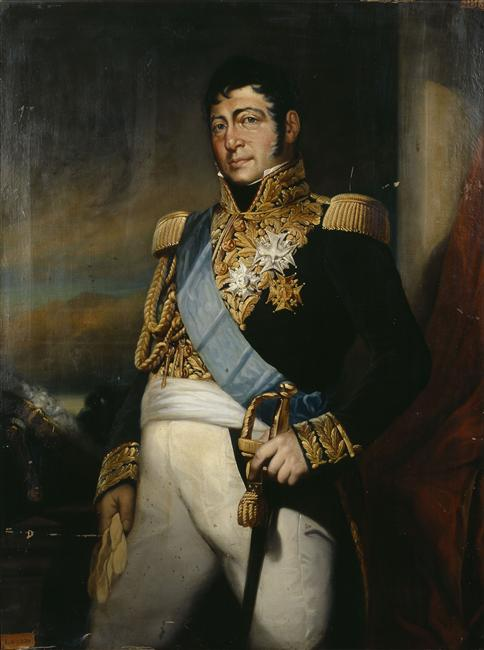
艾蒂安·德·博德苏勒

看到树林是俄军阵地的关键，马尔蒙组织了一次总攻。他派出第113线列步兵团以小规模作战的方式部署。在第一骑兵军的一个马炮兵团和西里尔-西蒙·皮奎特手下的一个骑兵中队的协助下，法军占领了巴耶。另一支法军则在巴耶和班奈之间发起进攻。此时内伊的部队开始到达并开始使用火炮轰炸班奈。让-皮埃尔·杜梅克的骑兵开始在俄罗斯的侧翼附近移动。奥尔苏菲耶夫见势不妙开始撤退并在建立了一条新的防线。随着法国骑兵开始包围俄军的侧翼，俄国人再次向尚波貝爾撤退。

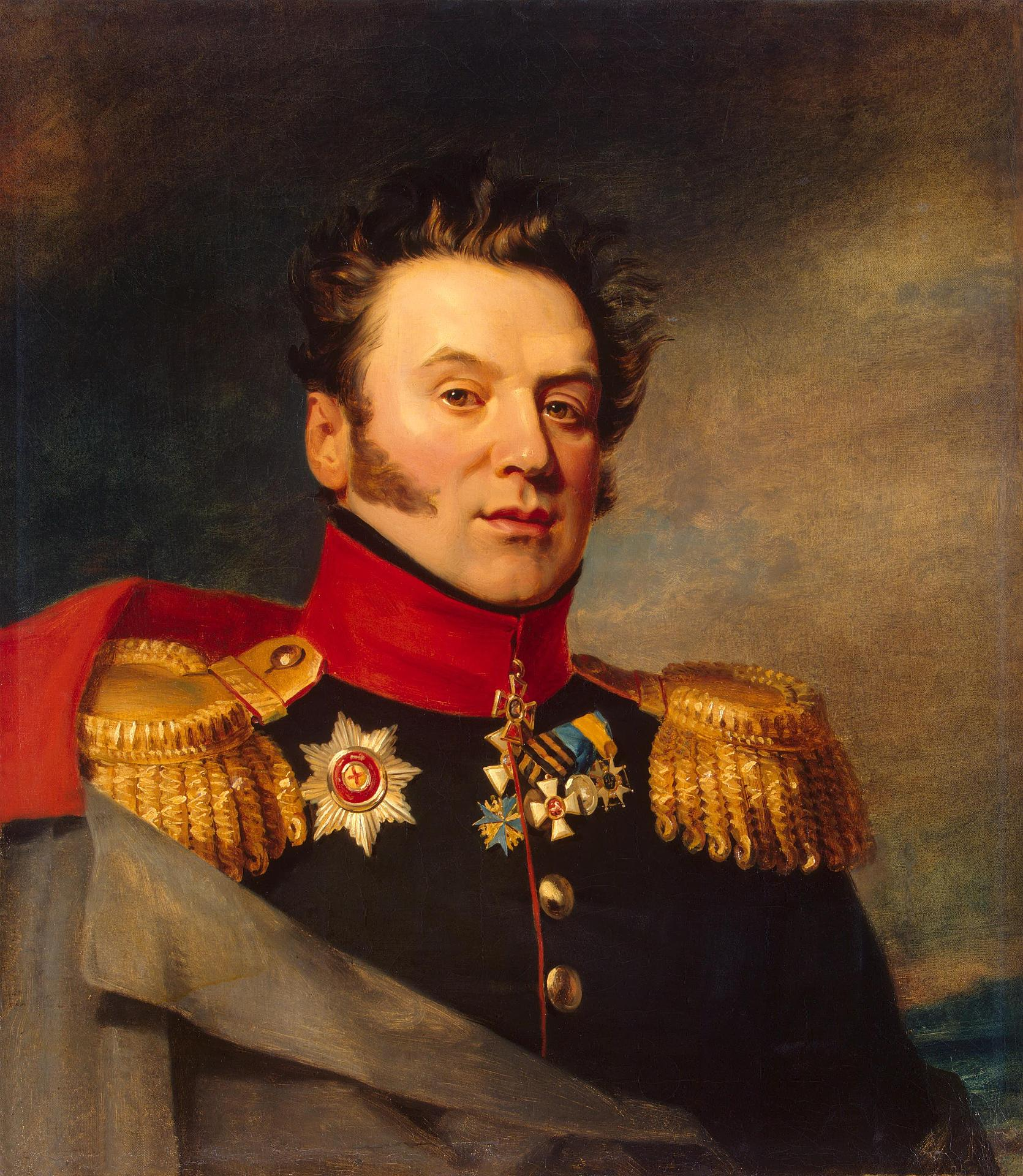
康斯坦丁·波尔托拉茨基

由于地形有利，法军向俄军的西侧发动了进攻。在没有适当的火炮支援的情况下，法军步兵被俄军24门火炮的集中火力拦住并击退。许多法国卫队的野战炮由于泥泞而很难移动。绕道而行后，杜梅克的骑兵出现在尚波伯特以西公路上的弗罗芒蒂耶尔。当奥尔苏菲耶夫接到报告说向东通往沙隆的道路也被封锁时，他决定朝那个方向突围。俄罗斯指挥官指挥康斯坦丁·波尔托拉茨基亲王率领两个步兵团和九门火炮守住尚波伯特，同时奥尔苏菲耶夫率领大部分部队向东进攻埃托日，但他的突围尝试最终失败。
波尔托拉茨基的大炮部署在尚波伯特十字路口，俄军的一个旅击退了几次法军骑兵冲锋。法军在进入小镇后与俄军进行巷战和肉搏战。下午3时波尔托拉茨基开始与他的士兵撤退到北方。前往拉科尔村时，他的士兵用常规的齐射将法国人挡在了后面。但俄军的弹药开始耗尽，士兵的军心开始动摇。法国人随后要求波尔托拉茨基投降，当他拒绝时，法军拿出了一门火炮，开始轰炸俄军部队。由于附近的树林并没有成为可能的避难所，波尔托拉茨基的许多手下被炮弹击倒，最终他同意带着他的两个团和大炮向法军投降。
在未能强行前往埃托日后，奥尔苏菲耶夫的大部队转向北方试图逃跑。在拉考尔附近，他在试图进入一片沼泽森林时，暴露了他的一个侧翼。发现战术错误后，马尔蒙命令博德苏勒的一个胸甲骑兵旅冲锋。法军骑兵冲入俄军阵型，将其一分为二。俄罗斯步兵被彻底击溃，他们中的一些人扔掉了他们的步枪和背包。马尔蒙下令封锁出口，俘虏了许多俄罗斯人。只有1,500名俄军成功逃脱。那天晚上，逃脱的俄军狼狈地到达了马恩河上的马勒伊港。在树林的战斗中，一名入伍不到六个月的19岁法国义务兵将奥尔苏菲耶夫将军俘虏。

## 后果

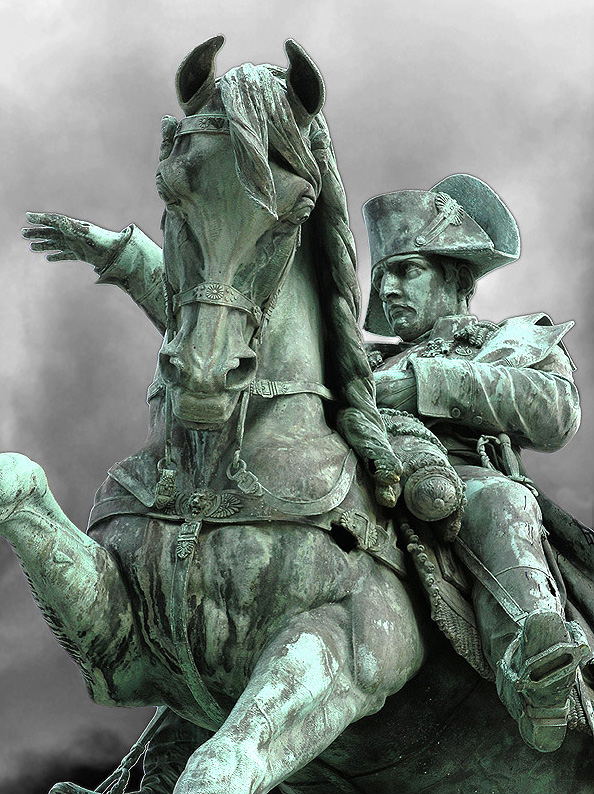
拿破仑

根据迪格比·史密斯的说法，法国在参与这次行动的13,300名步兵和1,700名骑兵中损失了600人。俄军在场的3,700名士兵和24门火炮中损失了2,400名士兵和9支枪。奥尔苏菲耶夫中将和康斯坦丁·波尔托拉茨基少将被法军俘虏。科尔尼洛夫将军在战后担任第九军团残余部队的指挥官。其大约1,500名幸存者被编入三个或四个临时营。这支不幸的部队在2月14日的沃尚之戰中又遭受了600多人的伤亡，并失去了所有的大炮。
当布吕歇尔听说奥尔苏菲耶夫的灾难时，他命令卡普采维奇和克莱斯特掉头，夜行军返回维尔图斯。向西进军特里尔波的萨克肯奉命返回蒙米赖尔。战斗结束后，拿破仑发现自己正处于过度扩张的西里西亚軍團的中间。如果他向东推进，他只会将卡普采维奇和克莱斯特的部隊推回去。向西移动有可能诱捕和摧毁萨肯和约克手下的部队，所以他转向西方。拿破仑命令马尔蒙与拉格朗日和第一骑兵军守住埃托日，并监视布吕歇尔。晚上7时，皇帝命令南苏蒂将军率领两个骑兵师占领蒙米拉伊。早上，里卡德的师以及内伊和莫蒂埃的部队将在那里会合。第二天，蒙米拉伊战役爆发。

## 脚注
1. ↑  Smith 1998，第491–493頁.
2. ↑  Petre 1994，第37頁.
3. ↑  Petre 1994，第43頁.
4. ↑  Petre 1994，第44頁.
5. ↑  Petre 1994，第46頁.
6. ↑  Petre 1994，第47頁.
7. ↑  Petre 1994，第52頁.
8. ↑  Petre 1994，第17–18頁.
9. ↑  Petre 1994，第94頁.
10. 1 2  Petre 1994，第53頁.
11. ↑  Petre 1994，第55頁.
12. ↑  Petre 1994，第56–57頁.
13. 1 2 3  Petre 1994，第58頁.
14. 1 2 3 4  Chandler 1966，第969頁.
15. 1 2  Pawly 2012，第21–22頁.
16. 1 2 3 4  Nafziger 2015，第140頁.
17. 1 2 3 4  Petre 1994，第59頁.
18. 1 2 3  Nafziger 2015，第143頁.
19. 1 2  Nafziger 2015，第141頁.
20. 1 2  Nafziger 2015，第142頁.
21. ↑  Smith 1998，第494頁.
22. ↑  Nafziger 2015，第609頁.
23. ↑  Petre 1994，第60–61頁.
24. ↑  Chandler 1966，第972–973頁.

## 延伸阅读
- Alison, Archibald.  10. Paris: Baudry's European Library. 1842  [2022-04-02]. （原始内容存档于2022-04-02）.